# 索引星表
索引星表（英語：Index Catalogue，IC）也可以稱為星雲索引星表Index Catalogue of Nebulae（Index Catalogue of Nebulae）或是星雲和星團索引星表（Index Catalogue of Nebulae and Clusters of Stars），並有IC I和IC II之分，是星系、星雲和星團的星雲和星團新總表的增補目錄。第一版在1895年發行，列出了5,387個天體，也就是所謂的IC 天體。
這份目錄由愛爾蘭天文學家約翰·路易·埃米爾·德雷耳(J. L. E. Dreyer)在1880年代完成，以星雲和星團新總表兩件附件的形式（IC I和IC II）出版。它總結了在1888至1907年間新發現的星雲、星團和星系。

## 註解
1. ↑  在1884年和1885年對星雲和星團新總表的修正和註解，Dreyer J. L. E., 1895, Mem. R. Astron. Soc., 51, 185-228
2. ↑  包含從1895年到1907年新發現的天體，再補列至1888-1894對星雲和星團新總表附表中的注解與修訂，Dreyer J. L. E., 1908, Mem. R. Astron. Soc., 59, 105-198

## 外部連結
- The NGC/IC Project Archive.today的存檔，存档日期2008-05-09